# PAPPA
PAPPA (titre original : PAPPI) est une nouvelle de science-fiction écrite par Sheila Finch et publiée en 1989. Cette nouvelle fait partie de l'anthologie Les Fils de Fondation présentée par Martin H. Greenberg.

## Résumé
Tim Garroway revient dans la maison de son enfance. Là, il se souvient de sa mère, employée à l'U.S Robots et Hommes Mécaniques et de PAPPA, un prototype de robot de substitution paternel.

## Autour de l'œuvre
Sheila Finch reprend le monde développé par Isaac Asimov dans son cycle des robots en faisant entre autres intervenir Susan Calvin.

## Note
1. ↑  Martin H. Greenberg, Les Fils de Fondation, Presses de la Cité, 1993